# Семлёво (село)
Семлёво — село в Смоленской области России, в Вяземском районе. Расположено в восточной части области в 25 км к юго-западу от районного центра, и в 10 км к югу от железнодорожной станции Семлёво на линии Москва-Минск. Население — 915 жителей (2007 год). Административный центр Семлёвского сельского поселения.

## История
Исторические документы указывают на то, что в селе Семлёво 17 (27) мая — 4 (14) июня 1634 года был подписан «Поляновский мир» — мирный договор между Русским царством и Речью Посполитой, завершивший русско-польскую войну 1632—1634 годов. Точно указывается и местоположение села Семлёво: «между Вязьмой и Дорогобужем». Однако вместе с этим в данных источниках указано, что договор был подписан на реке Поляновка. Несоответствие заключается в том, что река Поляновка протекает примерно в 50 км южнее от села Семлёво — в Угранском районе Смоленской области, а Семлёво расположено на реке Семлёвка.
«В 1781 г. полковник Димитрий Федорович Коховский построил деревянный храм во имя Покрова Пресвятой Богородицы».
Местность вокруг села Семлёва и Семлёвского озера и исторические документы, связанные с ними, были пристально изучены известным исследователем старины, смоленским археологом и общественным деятелем начала XX века Екатериной Николаевной Клетновой. Она описала результаты своих исследований в статье «Село Семлево в 1812 году» (Смоленская старина. Вып. II. Смоленск, 1912. С. 413—421). В 1911 г. Клетнова писала: «В 27 верстах от г. Вязьмы по старому Смоленскому тракту лежит древнее, в настоящее время довольно большое, село Семлёво. Каменная церковь его, красиво утопающая в зелени, обнесена каменной же массивной оградой с круглыми башенками, на манер бойниц. Она построена владельцами села Семлёва, г.г. Бирюковыми, в 1797 году в самом парке поместья».
Село расположено на «Старой Смоленской дороге», возникновение которой датируется XIV—XV веками. Дорога являлась старейшим и кратчайшим водно-сухопутным путём из Европы в Московские земли. Её описание можно найти в «Записках о Московии» (Вена, середина XVI в.) австрийского посла Герберштейна, книгах Мейерберга и «Путевых записках» стольника П. А. Толстого. По Старой Смоленской дороге отступали русские войска под натиском армии Наполеона в Отечественной войне 1812 г. По ней же Наполеон с остатками армии бежал от Москвы на запад. Одна из версий гласит, что награбленные французами в Москве сокровища были сброшены в Семлёвское озеро, которое местные жители называют «стоячим». Анализ проб воды «стоячего» озера указывает на аномально высокое содержание ионов меди и серебра. Согласно преданию, Наполеон ночевал в семлёвской церкви, избрав её как самое безопасное убежище на своём обратном пути из Москвы с 21 на 22 октября.
«Сам Наполеон спал на престоле. На иконе Божией Матери говядину рубили и лошади стояли в церкви». В настоящее время можно видеть остатки усадебного парка, храм не сохранился".
Здесь он получил неприятное известие о неожиданно для него возгоревшемся бое под Вязьмой и понесся в Смоленск впереди своих войск, якобы повелев бросить на месте или уничтожить обозы с награбленными в Москве сокровищами. Эти сокровища не дают покоя кладоискателям уже без малого двести лет. Первым информацию (или дезинформацию?) про клад вбросил адъютант Наполеона граф Филипп де-Сегюр в своих мемуарах. Всё новые и новые поколения кладоискателей наталкивает на мысль, что клад Наполеона всё-таки существует, написанная им фраза:
«От Гжатска до Михалевской деревни, расположенной между Дорогобужем и Смоленском, в императорской колонне не случилось ничего замечательного, если не считать того, что нам пришлось бросить в Семлёвское озеро вывезенную из Москву добычу: пушки, старинное оружие, украшение Кремля и крест с Ивана Великого. Трофеи, слава — все те блага, ради которых мы пожертвовали всем, — стали нас тяготить». (Поход в Москву в 1812 году. Мемуары участника французского генерала графа де-Сегюра. Пер. с посл. франц. издания В. Рунт. М. 1911, стр. 120).
Сегюру вторил известный писатель Вальтер Скотт. В своём сочинении «Жизнь Наполеона Бонапарта, Императора французов» он писал:
«Другой приказ Наполеона доказывает, что он чувствовал опасность, начинавшую его угнетать. Он повелел, чтобы Московская добыча: древние доспехи, пушки и большой крест с Ивана Великого — были брошены в Семлёвское озеро, как трофеи, которые ему не хотелось отдать обратно, и которые он не имел возможности везти с собою».
Эта информация была подхвачена историком войны 1812 года Михайловским-Данилевским: «Близ Семлева французы бросили в озеро большую часть старинных воинских доспехов из Московского арсенала. Наполеону было уже не до трофеев». (Михайловский-Данилевский. Описание Отечественной войны 1812 года, изд. 2-е СПВ. 1840 г., т. II. ч. III, стр. 354)
В 1939—1960 годах село было центром одноимённого района Смоленской области.
На 1941 год в селе было 168 дворов. На противоположном берегу располагается бывшее село Преображенское, в 1941 году имевшее 29 дворов и больницу.
Село было оккупировано гитлеровскими войсками в октябре 1941 года, освобождено в марте 1943 года.
В селе родилась, жила, умерла и была похоронена Герой Социалистического Труда Елизавета Шебалдова. Также похоронен её муж Шебалдов Фёдор Тимофеевич, кавалер 4 Георгиевских Крестов и Полный кавалер Орденов Славы Мясников В.В.
В 2004 году посёлок преобразован в село.

## Экономика
В селе расположены больница, школа, детский сад, хлебопекарня, отделение Почты России, магазины, музыкальная школа.

## Достопримечательности
- Скульптура на братской могиле 4060 воинов Советской Армии, погибших в 1941—1943 гг.